# Earl D. Eisenhower
Earl Dewey Eisenhower (Abilene, 1º febbraio 1898 – Scottsdale, 18 dicembre 1968) è stato un politico statunitense, fratello del presidente degli Stati Uniti d'America Dwight D. Eisenhower.

## Biografia
Nacque ad Abilene, Kansas, sesto dei sette figli di David e Ida Eisenhower. Suo fratello maggiore era Dwight, futuro generale e presidente degli Stati Uniti.
Nel 1917 si trasferì nello Stato di Washington per frequentare l'Università del Washington, ospitato dal fratello maggiore Edgar, avvocato praticante a Tacoma. Laureato nel 1923, lavorò come ingegnere prima su un piroscafo, poi in Pennsylvania e infine in Illinois.
Proprio in quest'ultimo Stato, favorito dalla carriera politica del fratello, ormai presidente degli Stati Uniti, entrò a far parte del Partito Repubblicano e fu il capolista alle elezioni della Camera dei rappresentanti dell'Illinois del 1964. Pur nel caos che si rivelò essere tale tornata elettorale, Earl fu il repubblicano più votato e venne eletto all'assemblea locale con più di due milioni di voti.
Entrò a far parte di alcune commissioni statali, tuttavia presto si stancò della politica nazionale e annunciò di non volersi ricandidare per le successive elezioni del 1966. Tentò invece di farsi eleggere impiegato pubblico nella contea di Cook, venendo tuttavia sconfitto durante la successiva tornata elettorale. Morì poco dopo, nel 1968.